# Erginulus figuratus
Erginulus figuratus is een hooiwagen uit de familie Cosmetidae.